# Wanda Heinrichová
Wanda Heinrichová (* 16. prosince 1968, Žilina, Československo) je česká básnířka, překladatelka, recenzentka, redaktorka a editorka. 

## Život
Pochází ze Žiliny, kde maturovala na gymnáziu. V roce 1988 přesídlila do Prahy. Na Univerzitě Karlově absolvovala šest semestrů medicíny, na Filozofické fakultě téže univerzity později studovala germanistiku. V letech 2010-2013 redakčně vedla recenzní rubriku literárního obtýdeníku Tvar. Od dob studií pracuje jako jazyková lektorka. Jejím manželem byl básník Petr Král. Wanda Heinrichová žije v Praze.

## Dílo
Básnicky debutovala v Salonu Práva v roce 2004, následovaly publikace v časopisech Psí víno, Weles, Tvar, v revui Souvislosti atd. V roce 2008 vydala výbor z poezie Durse Grünbeina v nakladatelství Opus  pod názvem Lekce lební báze. První básnická sbírka Nalomenou jí vyšla v nakladatelství Literární salon v roce 2011. Druhou sbírku Jehla sestupuje vydala v nakladatelství Fra v roce 2018. Její básně byly přeloženy do angličtiny (vybral a přeložil Justin Quinn), francouzštiny (vybral a přeložil Petr Král), italštiny (vybral Petr Král, přeložil Antonio Parente), němčiny (kolektivní překlady), polštiny (vybrala a přeložila Zofia Bałdyga) a španělštiny (vybrala a přeložila Elena Buixaderas).

### Básnické sbírky
- Nalomenou (Literární salon, Praha 2011)
- Jehla sestupuje (Fra, Praha 2018)[4]

### Výbor z poezie
- Suis-je bien couverte? (Les Presses du vide, 2017).[5]

### Účast v antologiích
- Rapporti di Errore (Mimesis, Milano 2010)[6][7][8]
- Sto nejlepších českých básní (Host, Brno 2012)[9]
- Sąsiadki. 10 poetek czeskich (Wydawnictwo Warstwy, Wrocław 2020)[10]
- De sombra y terciopelo: Diecisiete poetas checas (1963-1988) (Vaso Roto, Madrid 2021)[11]
- Každý ji zná tak bude maskovaná: 66 současných básní o Praze od 56 českých básníků a básnířek (Malvern a Městská knihovna v Praze, Praha 2022)[12]

### Překlad
- Lekce lební báze (Opus, Zblov 2008), výbor ze šesti básnických sbírek Durse Grünbeina[13][14]

### Ediční práce
- Spolu s Ivanem Wernischem vybrala Nejlepší české básně 2013 (Host, Brno 2013), k nimž rovněž napsala studii[15][16]
- Po smrti Petra Krále připravila k vydání jeho korespondenci s Karlem Šebkem Místo hvězdy kominík. Korespondence a zápisy snů ze šedesátých let (Cherm, Praha 2021)[17][18]
- Petr Král: Hloubka záběrů – texty o filmu (Pulchra, Praha 2022)[19][20]